# Industrie de l'armement Palestinienne
 (janvier 2025).

Avant même le déclenchement de la Seconde Intifada, divers groupes d'insurgés palestiniens fabriquaient des armes de fabrication nationale pour lancer des attaques contre Israël[réf. nécessaire]. La plupart des efforts ont porté sur la production de roquettes d'artillerie non guidées, même si le Hamas a également construit ses propres versions de missiles antichars et de grenades propulsées par fusée (RPG). Bien qu'elles soient généralement introduites à travers la frontière égyptienne vers la bande de Gaza et, dans une moindre mesure, à travers la frontière jordanienne vers la Cisjordanie, diverses armes légères sont produites dans les territoires palestiniens.
Le 14 août 2008, les Comités de résistance populaire ont présenté le missile Nasser-4, une version améliorée du missile Nasser-3 existant.

## Équipements

### Aéronef
- Ababeel1 - drone de reconnaissance, d'attaque et suicide

Lance-roquettes multiples
- Al Quds-3 MRL (Hamas et Mouvement du Jihad islamique palestinien)

Roquettes d'artillerie à courte portée
- Roquettes Qassam de type 1, 2, 3 et 4 (Hamas)[1],[2],[3]
- al-Qods Type 101 & 2 (Mouvement du Jihad islamique palestinien)[2]
- al Nasser-3 ( Comités de résistance populaire)[4]
- al Nasser-4 (Comités de résistance populaire)
- Saria-2 (Tanzim)
- Kafah (Fatah)[5]
- Jénine-1 (Fatah)
- Arafat Type 1 et 2 (Brigade des Martyrs d'Al Aqsa)
- Aqsa-3 (Brigade des martyrs d'Al-Aqsa)
- Al-Samoud (Front populaire de libération de la Palestine[4])

Missiles antichars
- Yassine RPG (Hamas)[6]
- RPG al-Bana (développé par le Hamas, utilisé par d'autres factions)
- RPG al-Batar (développé par le Hamas, utilisé par d'autres factions)[3],[4]

### Mortiers
- Mortier Sariya-1 240 mm (Fatah et Front populaire de libération de la Palestine)

### Petites armes
- Carlo (pistolet-mitrailleur) [7]